# Petras Gražulis
Petras Gražulis (né le 28 octobre 1958 à Mankūnai) est un homme politique lituanien, ancien président du Parti chrétien-démocrate, devenu membre d'Ordre et justice.

## Biographie
Il est membre du Seimas et est connu pour ses opinions homophobes. En 2010 Gražulis avait proposé une loi pénalisant la soi-disant promotion de l'homosexualité auprès des mineurs en réaction à l'organisation d'une Baltic Pride mouvementée à Vilnius. Le texte avait été rejeté, et même transformé en loi protégeant les minorités sexuelles. Il a ensuite demandé à tous les homosexuels de quitter la Lituanie.
En décembre 2020, un scandale éclate lorsqu'une vidéo issue d'une réunion de télétravail le laisse accidentellement apparaitre en compagnie d'un homme dévêtu. Il prétend d'abord que c'est son fils, puis qu'il s'agit d'Andrius Tapinas (en), un présentateur de nouvelles lituanien qui l'a critiqué ; celui-ci dément.